# Hans von Koessler
Pour les articles homonymes, voir Koessler.
Hans von Koessler, né à Waldeck le 1er janvier 1853 et mort à Ansbach le 23 mai 1926, est un compositeur, organiste, chef d'orchestre et pédagogue allemand. En Hongrie, où il a travaillé pendant 26 ans, il est connu sous le nom de János Koessler.

## Biographie
Hans Koessler, un cousin de Max Reger, est né à Waldeck, dans la Fichtelgebirge (actuellement faisant partie de Kemnath, District du Haut-Palatinat). 
Il a appris l'orgue de 1874 à 1877 auprès de Josef Rheinberger et a reçu des leçons de chant choral de la part de Franz Wüllner à Munich. Immédiatement après, il est allé à Dresde, où il a été nommé directeur et professeur de théorie de la musique et de chant choral à l'École de musique de Dresde. À partir de 1878, il est aussi devenu chef de l'orchestre Dresdner Liedertafel. De 1882 à 1908, il a enseigné l'orgue et le chant choral à l'Université de musique Franz-Liszt de Budapest en Hongrie. Par la suite, il est aussi devenu professeur de composition. C'est à Budapest qu'il sera anobli.
Parmi ses étudiants, on trouve quelques-uns des plus connus compositeurs hongrois de l'époque: Zoltán Kodály, Béla Bartók, Emmerich Kálmán, Ernő Dohnányi, et Leo Weiner. À sa retraite en 1908, il est retourné en Allemagne, mais a reçu un salaire de l'agence de Kálmán et Dohnányi dans le but de lui assurer un revenu modeste.
Hans Koessler a composé plus de 130 œuvres, dont un opéra (der Münzenfranz 1903), deux symphonies, des variations symphoniques pour orchestre, un concerto pour violon, un concerto pour violoncelle, deux quatuors à cordes, un quintette à cordes, un sextuor à cordes, un quintette avec piano, une suite pour piano, violon et alto, et une messe pour chœur de femmes et orgue. Il a aussi mis des psaumes en musique. Malheureusement, conséquence de son mode de vie erratique, un grand nombre de ses compositions sont perdues.
La musique de chambre de Koessler a été très estimée par plusieurs commentateurs, dont l'éminent musicologue Wilhelm Altmann.
Hans von Koessler est décédé à Ansbach en 1926, à l'âge de 73 ans.